# Saint-Quentin-lès-Beaurepaire
Pour les articles homonymes, voir Saint-Quentin (homonymie).
Saint-Quentin-lès-Beaurepaire est une ancienne commune française située dans le département de Maine-et-Loire, en région Pays de la Loire, devenue le 1er janvier 2016, une commune déléguée de la commune nouvelle de Baugé-en-Anjou.
Cette commune rurale se situe dans le Baugeois, au nord de la ville de Baugé, en limite du département de la Sarthe.

## Géographie

### Localisation
Ce village angevin de l'ouest de la France se situe dans le Baugeois, au nord de Baugé, sur la route D 138 qui va de Fougeré à Clefs.
Le Baugeois est la partie nord-est du département de Maine-et-Loire. Il est délimité au sud par la vallée de l'Authion et celle de la Loire, et à l'ouest par la vallée de la Sarthe.

### Géologie et relief
L'altitude de la commune varie de 31 à 66 mètres, pour une altitude moyenne de 49 mètres. Le relief du Baugeois est principalement constitué d'un plateau, aux terrains sablonneux, siliceux ou calcaires, caractérisés par de larges affleurements sédimentaires, crétacés, sables et calcaires aux teintes claires.
Son territoire s'étend sur près de 8 km2 (751 hectares). Située sur l'unité paysagère du plateau du Baugeois, une partie de la commune comporte une zone naturelle d'intérêt écologique, floristique et faunistique (ZNIEFF), pour la zone du ruisseau Le Verdun.

### Climat
Son climat est tempéré, de type océanique. Le climat angevin est particulièrement doux, du fait de sa situation entre les influences océaniques et continentales. Généralement les hivers sont pluvieux, les gelées rares et les étés ensoleillés.

### Aux alentours
Les communes les plus proches sont Clefs (3 km), Fougeré (3 km), Montpollin (5 km), Vaulandry (6 km), Cheviré-le-Rouge (7 km), Cré-sur-Loir (7 km), Montigné-lès-Rairies (7 km), Les Rairies (8 km), Saint-Martin-d'Arcé (8 km) et Bazouges-sur-le-Loir (8 km).

## Urbanisme
Morphologie urbaine : Le village s'inscrit dans un territoire essentiellement rural.
On trouve 136 logements en 2009 sur la commune de Saint-Quentin-lès-Beaurepaire, dont 83 % sont des résidences principales, pour une moyenne sur le département de 91 %, et dont 87 % des ménages en sont propriétaires. En 2013, on y trouve toujours 136 logements, dont 85 % sont des résidences principales, pour une moyenne sur le département de 90 %, et dont 84 % des ménages en sont propriétaires.

## Toponymie et héraldique

### Toponymie
Formes anciennes du nom : Sanctus Quintinus en 1153, La dème de St-Quentin en 1261, St-Quentin du Bois sur Verdun près La Flèche en 1685, St-Quentin en Mélinais en 1710, St-Quentin près Baugé en 1788, Saint Quentin en 1793 et 1801, avant de devenir Saint-Quentin-lès-Beaurepaire,.
Nom des habitants : Les Saint Quentinois.

### Héraldique
| Blason de Saint-Quentin-lès-Beaurepaire | Blason  | D'azur au mont de sinople sommé d'une croix latine d'or, elle-même surmontée d'un léopard de sable, au pélican d'argent brochant sur le pied de la croix; le tout enfermé dans une bordure de gueules. |
| Blason de Saint-Quentin-lès-Beaurepaire | Détails | Le statut officiel du blason reste à déterminer. |

## Histoire

### Moyen Âge
Un prieuré y est fondé à une date inconnue, mais dont on trouve trace au XVe siècle. Dépendant de Saint-Julien de Tours, il est annexé à celui d'Échemiré.

### Ancien Régime
La seigneurie est acquise en 1636 par Jacques d'Avoines, lieutenant du roi en la ville de Saintes et sénéchal-gouverneur de Montpellier, qui la réunit à la baronnie de Fougeré.
Sous l'Ancien Régime, la localité dépend de la sénéchaussée angevine de Baugé et de l'archiprêtré du Lude.

### Époque contemporaine
À la réorganisation administrative qui suit la Révolution, en 1790 la commune est d'abord rattaché au canton de Fougeré, puis en 1800, à celui Baugé. Il est intégré au district de Baugé, puis en 1800 à l'arrondissement de Baugé, et à sa disparition en 1926, à l'arrondissement de Saumur.
En 2014, un projet de fusion de l'ensemble des communes de l'intercommunalité se dessine. Le 18 mai 2015, les conseils municipaux de l'ensemble des communes du territoire communautaire votent la création d'une commune nouvelle au 1er janvier 2016. L'arrêté préfectoral est signé le 10 juillet et porte sur la création au 1er janvier 2016 de la commune nouvelle de « Baugé-en-Anjou », groupant les communes de Baugé-en-Anjou, Bocé, Chartrené, Cheviré-le-Rouge, Clefs-Val d'Anjou, Cuon, Échemiré, Fougeré, Le Guédeniau et Saint-Quentin-lès-Beaurepaire.

## Politique et administration

### Administration municipale

#### Administration actuelle
Depuis le 1er janvier 2016, Saint-Quentin-lès-Beaurepaire constitue une commune déléguée au sein de la commune nouvelle de Baugé-en-Anjou et dispose d'un maire délégué.
| Période                                  | Période  | Identité         | Étiquette | Qualité |
| ---------------------------------------- | -------- | ---------------- | --------- | ------- |
| janvier 2016                             | mai 2020 | Chantal Riverain |           |         |
| mai 2020                                 | en cours | Christian Hamard |           |         |
| Les données manquantes sont à compléter. |          |                  |           |         |

#### Administration ancienne
La commune est créée à la Révolution. Municipalité en 1790. Le conseil municipal est composé de 11 élus.
| Période                                  | Période       | Identité                | Étiquette | Qualité                                 |
| ---------------------------------------- | ------------- | ----------------------- | --------- | --------------------------------------- |
| 1790                                     |               | Louis Etourneau         |           | Agent municipal an IV et an V           |
| an VI                                    |               | Pierre Goguelet         |           | Agent municipal an VI et an VII         |
| 1er messidor an VIII (20 juin 1800)      | (démission)   | Urbain Raveneau         |           | Ancien agent municipal                  |
| 11 février 1811                          |               | Jacques Hayon           |           |                                         |
| 30 juillet 1813                          |               | Urbain Raveneau         |           | Refuse                                  |
| 28 octobre 1813                          |               | Mathurin Changion       |           |                                         |
| 1816                                     |               | Urbain Raveneau         |           |                                         |
| 26 février 1818                          |               | Louis Bertrand          |           |                                         |
| 2 février 1831                           |               | Pierre Grosbois         |           |                                         |
| 16 mai 1835                              |               | Jean Ferrault           |           |                                         |
| 1860                                     |               | Pierre Freslon Legendre |           |                                         |
| 1863                                     |               | François Coubard        |           |                                         |
| 1881                                     |               | Victore Doiteau         |           |                                         |
| 1919                                     |               | Eugène Nouchet          |           |                                         |
| 1925                                     |               | François Havard         |           |                                         |
| 1935                                     |               | Ferdinand Haran         |           |                                         |
| mai 1945                                 | 1973 (décès)  | Marcel Havard           |           |                                         |
| 1973                                     |               | Émile Forêt             |           |                                         |
| mars 1977                                |               | Roger Havard            |           |                                         |
| mars 1989                                |               | Jean-Claude Legendre    |           |                                         |
| mars 2001                                | mars 2008     | Chantal Riverain        |           |                                         |
| mars 2008                                | mars 2014     | Régis Dangremont        | PS        | Conseiller général, conseiller régional |
| mars 2014                                | décembre 2015 | Chantal Riverain        |           |                                         |
| Les données manquantes sont à compléter. |               |                         |           |                                         |

### Jumelages
La commune ne comporte pas de jumelage.

### Ancienne situation administrative

#### Intercommunalité
Au 31 décembre 2015, la commune est intégrée à la communauté de communes canton de Baugé. Créée en 1994, cette structure intercommunale regroupe les dix communes du canton, dont Clefs-Val d'Anjou, Fougeré et Baugé-en-Anjou. Elle a pour objet d'associer des communes au sein d'un espace de solidarité, en vue de l'élaboration d'un projet commun de développement et d'aménagement de l'espace.
La communauté de communes est alors membre du Pays des Vallées d'Anjou, structure administrative d'aménagement du territoire. Le syndicat mixte du Pays des Vallées d'Anjou (SMPVA) regroupe six communautés de communes : Beaufort-en-Anjou, canton de Baugé, canton de Noyant, Loir-et-Sarthe, Loire Longué, Portes-de-l'Anjou.

#### Autres administrations
Conseil de développement du pays des vallées d'Anjou (CDPVA), syndicat intercommunal d'eau et d'assainissement de l'agglomération baugeoise, syndicat mixte intercommunal de valorisation et de recyclage thermique des déchets de l'Est Anjou (SIVERT), syndicat intercommunal pour l'aménagement du Couasnon (SIAC).
Le SIVERT est le syndicat intercommunal de valorisation et de recyclage thermique des déchets de l'Est Anjou, qui se trouve à Lasse.

#### Autres circonscriptions
Jusqu'en 2014, Saint-Quentin-lès-Beaurepaire fait partie du canton de Baugé et de l'arrondissement de Saumur. Ce canton compte alors les dix mêmes communes que celles de la communauté de communes. Dans le cadre de la réforme territoriale, un nouveau découpage territorial pour le département de Maine-et-Loire est défini par le décret du 26 février 2014. La commune est alors rattachée au canton de Beaufort-en-Vallée, avec une entrée en vigueur au renouvellement des assemblées départementales de 2015.
Saint-Quentin-lès-Beaurepaire est à cette époque dans la troisième circonscription de Maine-et-Loire, composée de huit cantons dont Longué-Jumelles et Noyant. La troisième circonscription de Maine-et-Loire est l'une des sept circonscriptions législatives que compte le département.

## Population et société

### Évolution démographique
L'évolution du nombre d'habitants est connue à travers les recensements de la population effectués dans la commune depuis 1793. À partir du 1er janvier 2009, les populations légales des communes sont publiées annuellement dans le cadre d'un recensement qui repose désormais sur une collecte d'information annuelle, concernant successivement tous les territoires communaux au cours d'une période de cinq ans. 
Pour les communes de moins de 10 000 habitants, une enquête de recensement portant sur toute la population est réalisée tous les cinq ans, les populations légales des années intermédiaires étant quant à elles estimées par interpolation ou extrapolation. Pour la commune, le premier recensement exhaustif entrant dans le cadre du nouveau dispositif a été réalisé en 2008,.
En 2013, la commune comptait 291 habitants, en évolution de +2,46 % par rapport à 2008 (Maine-et-Loire : +3,3 %, France hors Mayotte : +2,49 %).
| 1793 | 1800 | 1806 | 1821 | 1831 | 1841 | 1846 | 1851 | 1856 |
| ---- | ---- | ---- | ---- | ---- | ---- | ---- | ---- | ---- |
| 331  | 354  | 315  | 402  | 379  | 345  | 353  | 338  | 335  |

| 1861 | 1866 | 1872 | 1876 | 1881 | 1886 | 1891 | 1896 | 1901 |
| ---- | ---- | ---- | ---- | ---- | ---- | ---- | ---- | ---- |
| 360  | 366  | 343  | 356  | 344  | 359  | 339  | 311  | 300  |

| 1906 | 1911 | 1921 | 1926 | 1931 | 1936 | 1946 | 1954 | 1962 |
| ---- | ---- | ---- | ---- | ---- | ---- | ---- | ---- | ---- |
| 280  | 283  | 246  | 249  | 246  | 224  | 192  | 228  | 214  |

| 1968 | 1975 | 1982 | 1990 | 1999 | 2008 | 2013 | - | - |
| ---- | ---- | ---- | ---- | ---- | ---- | ---- | - | - |
| 191  | 165  | 220  | 208  | 211  | 284  | 291  | - | - |

### Pyramide des âges
La population de la commune est relativement jeune. Le taux de personnes d'un âge supérieur à 60 ans (21,8 %) est en effet supérieur au taux national (21,8 %) tout en étant toutefois inférieur au taux départemental (21,4 %).
Contrairement aux répartitions nationale et départementale, la population masculine de la commune est supérieure à la population féminine (50,4 % contre 48,7 % au niveau national et 48,9 % au niveau départemental).
La répartition de la population de la commune par tranches d'âge est, en 2008, la suivante :
- 50,4 % d'hommes (0 à 14 ans = 22,4 %, 15 à 29 ans = 14 %, 30 à 44 ans = 22,4 %, 45 à 59 ans = 18,2 %, plus de 60 ans = 23,1 %) ;
- 49,6 % de femmes (0 à 14 ans = 21,3 %, 15 à 29 ans = 16,3 %, 30 à 44 ans = 21,3 %, 45 à 59 ans = 20,6 %, plus de 60 ans = 20,5 %).

| Hommes | Classe d’âge | Femmes |
| ------ | ------------ | ------ |
| 0,0    | 90 ans ou +  | 0,7    |
| 7,7    | 75 à 89 ans  | 8,5    |
| 15,4   | 60 à 74 ans  | 11,3   |
| 18,2   | 45 à 59 ans  | 20,6   |
| 22,4   | 30 à 44 ans  | 21,3   |
| 14,0   | 15 à 29 ans  | 16,3   |
| 22,4   | 0 à 14 ans   | 21,3   |

| Hommes | Classe d’âge | Femmes |
| ------ | ------------ | ------ |
| 0,4    | 90 ans ou +  | 1,1    |
| 6,3    | 75 à 89 ans  | 9,5    |
| 12,1   | 60 à 74 ans  | 13,1   |
| 20,0   | 45 à 59 ans  | 19,4   |
| 20,3   | 30 à 44 ans  | 19,3   |
| 20,2   | 15 à 29 ans  | 18,9   |
| 20,7   | 0 à 14 ans   | 18,7   |

### Vie locale
Services publics présents sur la commune : mairie. L'école primaire est regroupée sur la commune de Fougeré. Les autres services publics se trouvent à Baugé, dont le collège, l'hôpital intercommunal et le centre de secours.
La plupart des structures de santé se trouvent à Baugé (9 km), dont l'hôpital local, l'hôpital intercommunal du Baugeois et de la Vallée (95 places), et plusieurs maisons de retraite.
La collecte des déchets ménagers (tri sélectif) est organisée par la communauté de communes du canton de Baugé. La déchèterie intercommunale se situe sur la commune de Saint-Martin-d'Arcé.
Très répandu dans le Baugeois, un cercle de boule de fort est présent sur la commune.

## Économie

### Tissu économique
Commune principalement agricole, en 2008, sur les 15 établissements présents sur la commune, 53 % relèvent du secteur de l'agriculture. Deux ans plus tard, en 2010, sur 14 établissements présents, 43 % relèvent du secteur de l'agriculture (pour une moyenne de 17 % sur le département), aucun du secteur de l'industrie, 7 % du secteur de la construction, 43 % de celui du commerce et des services et 7 % du secteur de l'administration et de la santé.
Sur 13 établissements présents sur la commune à fin 2013, 31 % relèvent du secteur de l'agriculture (pour une moyenne de 12 % sur le département), aucun du secteur de l'industrie, aucun du secteur de la construction, 62 % de celui du commerce et des services et 8 % du secteur de l'administration et de la santé.

### Agriculture
Liste des appellations présentes sur le territoire :
- IGP Bœuf du Maine, IGP Porc de la Sarthe, IGP Volailles de Loué, IGP Volailles du Maine, IGP Œufs de Loué,
- IGP Cidre de Bretagne ou Cidre breton,
- IGP Maine-et-Loire blanc, IGP Maine-et-Loire rosé, IGP Maine-et-Loire rouge.

## Culture locale et patrimoine

### Lieux et monuments
La commune de Saint-Quentin-lès-Beaurepaire comporte plusieurs inscriptions à l'inventaire du patrimoine, dont un monument historique.
- Église paroissiale Saint-Quentin, des XIe XIIe et XVIIIe siècles, inscrite au titre des monuments historiques par arrêté du 28 décembre 1984 (PA00109287[43]).

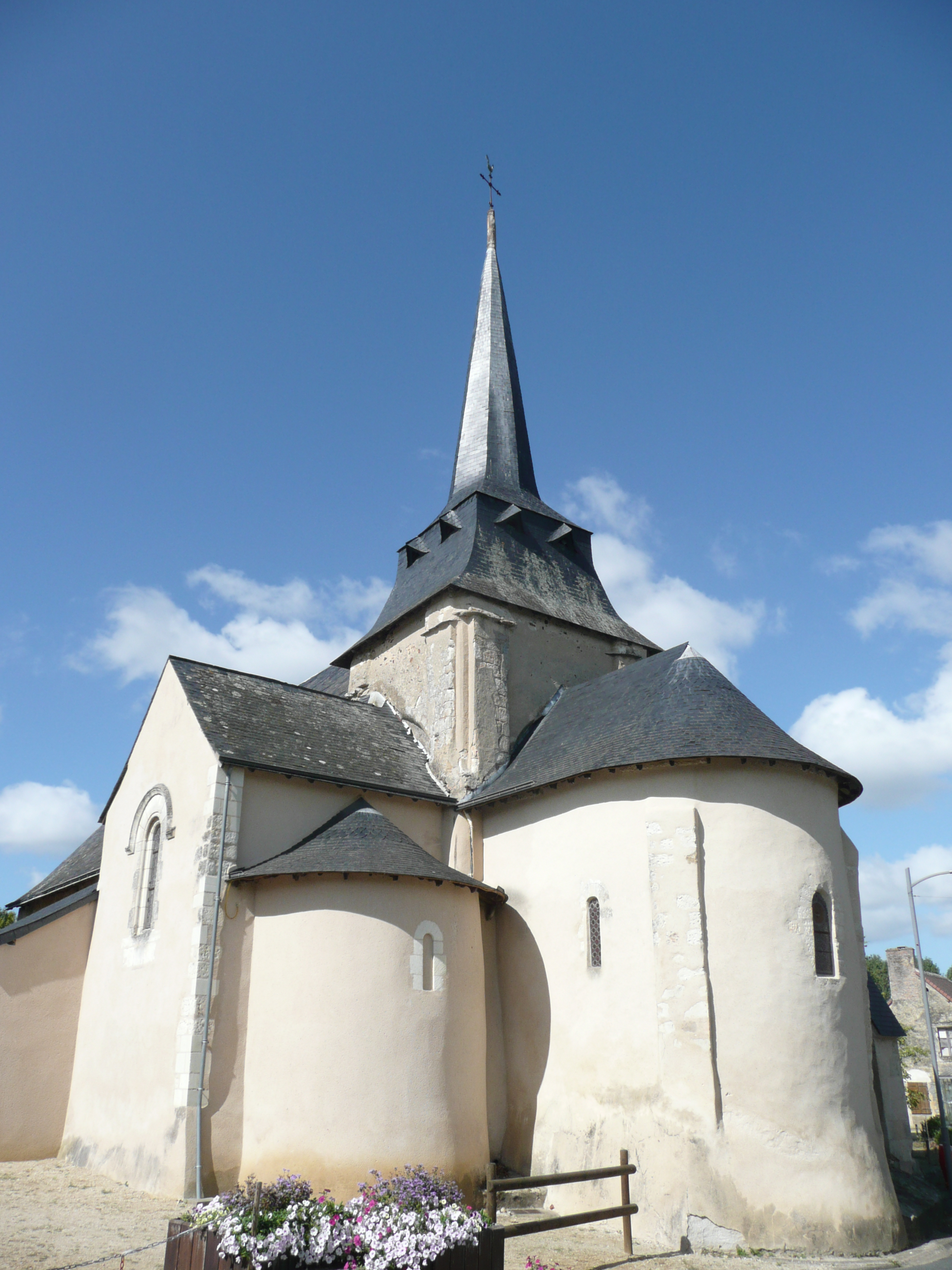
Église Saint Quentin - chevet.
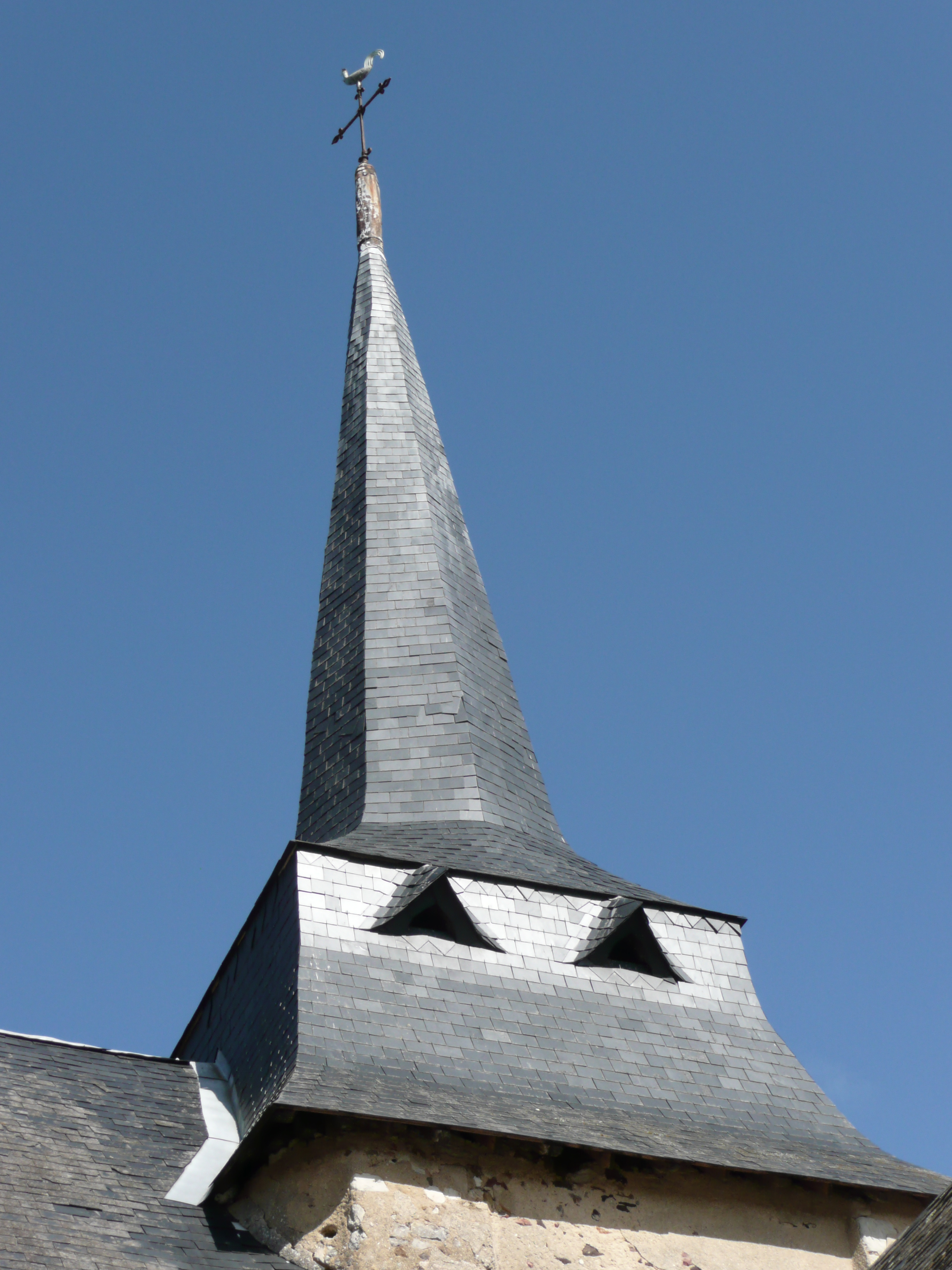
Église Saint Quentin - clocher.

- Plusieurs fermes et maisons, des XVe, XVIe, XVIIe, XVIIIe et XIXe siècles, Inventaire général.
- Plusieurs moulins, des XIVe, XVe, XVIe, XVIIe et XVIIIe siècles, dont le Moulin-Chaleau, le Moulin-Neuf, le Moulin Guérineau, Inventaire général.
- Pressoir à cidre dit grugeoir, du XVIIIe siècle, Inventaire général.

### Personnalités liées à la commune
- René-François Régnier (1794-1872), né à Saint-Quentin-lès-Beaurepaire, cardinal français du XIXe siècle.